# Jegerstöck
Jegerstöck är en bergstopp i Schweiz.   Den ligger i kantonen Uri, i den östra delen av landet, 110 km öster om huvudstaden Bern. Toppen på Jegerstöck är 2 584 meter över havet, eller 409 meter över den omgivande terrängen. Bredden vid basen är 8,9 km.
Terrängen runt Jegerstöck är huvudsakligen bergig, men norrut är den kuperad. Närmaste större samhälle är Muotathal, 13,3 km nordväst om Jegerstöck. 
Trakten runt Jegerstöck består i huvudsak av gräsmarker. Runt Jegerstöck är det glesbefolkat, med 8 invånare per kvadratkilometer.